# Marek Rusakiewicz
Marek Rusakiewicz (ur. 15 czerwca 1964 w Barlinku) – polski polityk, menedżer, poseł na Sejm X kadencji (1989–1991).

## Życiorys
Ukończył w 1990 studia na Wydziale Nauk Społecznych Uniwersytetu im. Adama Mickiewicza w Poznaniu. W 1979 organizował Związek Młodzieży Antykomunistycznej, w 1982 za działalność opozycyjną został aresztowany na ponad miesiąc, następnie skazany na karę dwóch lat pozbawienia wolności z warunkowym zawieszeniem jej wykonania. W latach 80. organizował Ruch Młodzieży Niezależnej, należał też do Ruchu „Wolność i Pokój” oraz od 1987 do 1990 do Stronnictwa Pracy i Chrześcijańsko-Demokratycznego Stronnictwa Pracy. W 1988 był wiceprzewodniczącym Klubu Inteligencji Katolickiej, pełnił funkcję prezesa związku „Młodzi Chrześcijańscy Demokraci”.
W 1989 został posłem na Sejm X kadencji w okręgu gorzowskim z ramienia Komitetu Obywatelskiego. Należał do Obywatelskiego Klubu Parlamentarnego, pełnił funkcję sekretarza Sejmu. Działał w Partii Chrześcijańskich Demokratów i Porozumieniu Polskich Chrześcijańskich Demokratów, później bezpartyjny.
Na początku lat 90. pracował jako sekretarz miasta w Gorzowie Wielkopolskim. W 1993 objął stanowisko prezesa Agencji Rozwoju Regionalnego w Gorzowie Wielkopolskim. Powoływany też w skład władz spółek Skarbu Państwa. W 2014 bez powodzenia kandydował do rady Gorzowa Wielkopolskiego z listy „KO Solidarność I Madej”.

## Odznaczenia
W 2012 odznaczony Krzyżem Wolności i Solidarności, a w 2014 Krzyżem Komandorskim Orderu Odrodzenia Polski.